# Colegio de la Circuncisión
El colegio de la Circuncisión fue una antigua institución educativa regida por la Compañía de Jesús en Cuenca.

## Historia
La andadura del colegio comienza hacia 1554 en unas casas que habían sido legadas por Pedro del Pozo, canónigo de la catedral de Cuenca, que era sobrino de Juan del Pozo, también canónigo de la seo conquense. Además la fundación encontró un gran impulso por parte de Pedro de Marquina, canónigo de Cuenca, y que había tenido relación de amistad con el propio Ignacio de Loyola que, en 1561, otorgaría la carta de fundación del colegio.
En esa década el colegio continuaría su andadura y, a principios de la década de 1570, se contrató la realización del retablo de la iglesia, que estaría decorado con pinturas de Rómulo Cincinato.
El colegio sería clausurado en 1767 como consecuencia de la expulsión de España de la Compañía de Jesús.
A día de hoy se conserva la portada principal del colegio, en la calle de San Pedro.

## Descripción
El edificio que albergaba el colegio se situaba en la calle de San Pedro.             

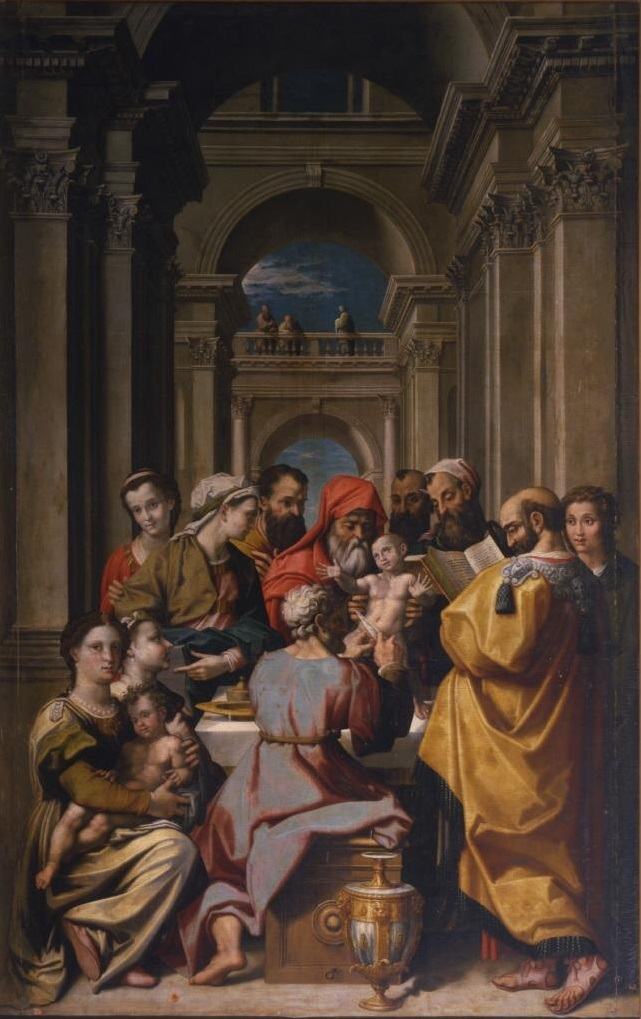
El cuadro de Romulo Cincinato, representando la Circuncisión, que presidía la iglesia del colegio.

El colegio contaba con una iglesia, dedicada precisamente a la Circuncisión, advocación propia de la Compañía de Jesús. Esta iglesia estaba presidida por un retablo que contaba con una pintura de Rómulo Cincinato representando la Circuncisión de Cristo. Esta pintura era de grandes dimensiones (2,70 m de alto por 2,38 m de ancho) era la más querida por el propio Cincinato, según una anécdota recogida por Palomino:
celebrándole a este artífice, lo que había pintado en El Escorial, dijo: Que valía más un Zancajo, que había pintado en los Jesuitas de Cuenca, que todo cuanto había hecho en El Escorial.
El retablo contaba con otras dos pinturas del mismo pintor representando un San Pedro y San Pablo de cuerpo entero, flanqueando la Circuncisión.
La portada del colegio es de gusto neobarroco.